# Rota 66 (livro)
Rota 66: a história da polícia que mata é um livro do jornalista brasileiro Caco Barcellos editado pela primeira vez em 1992.
A obra ganhou o Prêmio Jabuti na categoria Reportagem em 1993.
O livro trata da morte de três jovens de classe média de São Paulo, Francisco Nogueira Noronha, 17 anos, José Augusto Diniz Junqueira, 19 anos, e Carlos Ignácio Rodrigues Medeiros, 22 anos, por uma ação de uma unidade das Rondas Ostensivas Tobias de Aguiar (ROTA), uma unidade especializada da Polícia Militar do Estado de São Paulo, no episódio conhecido como o Caso da Rota 66. A partir deste ponto o fato se torna o elo entre tantos outros assassinatos sem explicação realizados pela polícia.
O livro deu origem à minisséria Rota 66 – A Polícia Que Mata (Globoplay).